# Georg Friedrich Händel
Georg Friedrich Händel (scris uneori și Haendel, iar în engl. George Frideric Handel, n. 23 februarie/5 martie 1685, Halle (Saale), Sfântul Imperiu Roman – d. 14 aprilie 1759, Greater London, Anglia, Regatul Marii Britanii) a fost un compozitor german. A trăit cea mai mare parte a vieții în Anglia. Împreună cu contemporanul său Johann Sebastian Bach, este unul din cei mai importanți reprezentanți în muzică ai stilului baroc din perioada târzie.

## Viața și opera
Händel s-a născut la 23 februarie 1685 în orașul Halle (Germania), unde a luat și primele lecții de muzică de la Friedrich Wilhelm Zachow. La vârsta de 17 ani, în 1702, este deja organist în Halle, un an mai târziu este angajat ca violonist și "Maestro al Cembalo" în orchestra Operei din Hamburg condusă de Reinhard Keiser. Aici realizează în 1705 prima sa operă, "Almira" pe un libret de Feustking, cu care atrage atenția publicului. În primăvara anului 1707 pleacă în Italia și rămâne timp de doi ani în Florența și Roma, studiind cu compozitorii italieni Arcangelo Corelli, Alessandro și Domenico Scarlatti și cu Agostino Steffani. În Italia compune opere, oratorii și un mare număr de cantate religioase, însușindu-și stilul și mijloacele muzicii italiene . În 1709 are loc cu mult succes premiera operei sale "Agrippina" (pe un text de Vincenzo Grimani) la Veneția. Alternanța parodiei ironice cu stări de emoție profundă, trecerile de la comic la intrigi rafinate, oferite de libretul avut la dispoziție, sunt transpuse cu deosebită măiestrie în spiritul operei venețiene.

### Stabilirea înAnglia
În primăvara anului 1710 Händel a revenit în Germania pentru a prelua postul de Kapellmeister la curtea prințului de Hanovra, dar deja către sfârșitul anului pleacă la Londra, unde obține succes cu opera feerică "Rinaldo" la Haymarket Theatre. Rămâne definitiv în Anglia în calitate de compozitor și muzician al curții regale. Din anul 1713 primește o pensie anuală din partea casei regale britanice, iar în 1727 Haendel devine cetățean britanic. Este propriul său impresar la concurență cu alți compozitori de operă din Anglia, ca Giovanni Bononcini și Nicola Porpora. Pe lângă activitatea sa operistică, compune sub patronajul ducelui de Chandos oratoriul "Esther" și unsprezece motete pentru soliști, cor și orchestră (1717-1720). În 1719 primește însărcinarea să pună bazele unui teatru de operă la Londra, "The Royal Academy of Music", pentru care compune nu mai puțin de 14 opere. Aici înregistrează și marile sale succese cu operele "Radamisto" (1720), "Giulio Cesare in Egitto" (1724), "Tamerlano" (1724) și "Rodelinda" (1725), care îl fac celebru în toată Europa.
Între timp, interesul publicului londonez pentru opera în stil italian începe să scadă, opera regală înregistrează pierderi financiare și este nevoită să-și închidă porțile. Haendel încearcă să-și reprezinte noile compoziții ("Ezio" - 1732, "Ariodante" - 1735 și "Alcina" - 1735) într-un teatru mai mic, dar se îmbolnăvește și proiectul eșuează.

### Oratoriile și muzica instrumentală
Haendel se orientează spre compoziția de oratorii pe teme laice și spre muzica instrumentală, în tradiția muzicii engleze a lui Henry Purcell. Astfel dă la iveală oratoriile "Athalia" (1733) și "Saul" (1739) și compune concerte pentru orgă și orchestră (1736), precum și cele 12 Concerti grossi opus 6 (1739). În 1742 realizează celebrul oratoriu "Messiah", executat în premieră la Dublin, rămas exemplar în acest gen până astăzi (Halleluja din acest oratoriu este una din cele mai cunoscute și mai des executate bucăți muzicale). Alte oratorii din această perioadă sunt: "Israel în Egipt" (1739), "Samson" (1743), "Iuda Maccabeul" (1747) și "Solomon" (1749). Cu ocazia încheierii tratatului de pace din Aachen în 1748, Haendel compune bucata "Foc de artificii" care, împreună cu "Muzica apelor" compusă mai înainte (1717) cu ocazia urcării pe tron a regelui George I, a căpătat o mare popularitate. În timp ce lucra la compoziția oratoriului "Jephta" (1751), Haendel își pierde vederea. Moare la Londra pe 14 aprilie 1759, fiind înmormântat cu deosebite onoruri în "Colțul Poeților" din Westminster Abbey.

## Importanța muzicii lui Händel
Opera lui Georg Friedrich Haendel reprezintă, împreună cu creațiile lui Johann Sebastian Bach, punctele culminante ale muzicii baroce. Stilul operistic al lui Haendel s-a dezvoltat de la folosirea modelelor convenționale la tratarea dramatică a recitativelor, ariilor și părților corale. Marile sale opere se caracterizează printr-o magistrală îmbinare a patosului, scenelor dramatice și interludiilor orchestrale, prin folosirea modulațiilor armonice, instrumentalizării colorate, ritmului pregnant și intervenției soliștilor instrumentali sau vocali. El a influențat generațiile următoare de compozitori, ca Joseph Haydn, Ludwig van Beethoven sau Felix Mendelsohn Bartholdy.